# Lea Bonasera

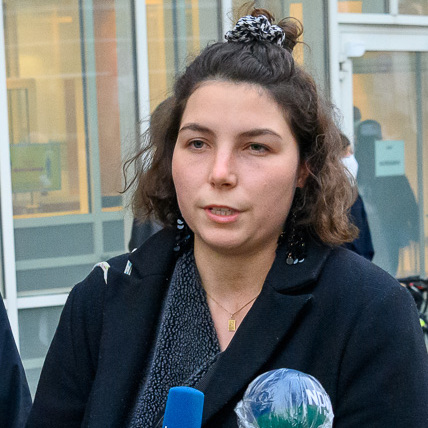
Lea Bonasera, 2021

Lea Bonasera (* 1997) ist eine deutsche Klimaaktivistin. Sie wurde durch den Hungerstreik der letzten Generation bundesweit bekannt und tritt für wirksamen Klimaschutz mit Verweis auf Artikel 20a des Grundgesetzes für die Bundesrepublik Deutschland ein.

## Leben und Wirken
Bonasera studierte Internationale Beziehungen in Amsterdam und Oxford und promoviert zu zivilem Ungehorsam am Wissenschaftszentrum in Berlin. Während ihres Studiums von 2018 bis 2020 in Oxford schloss sich Bonasera der Bewegung Extinction Rebellion an, welche auch Thema ihrer Masterarbeit war.
Am 30. August 2021 begann einer Gruppe junger Menschen neben dem Bundestag den Hungerstreik der letzten Generation, mit dem sie auf das politische Versagen in der Klimakrise aufmerksam machen wollten und ein öffentliches Gespräch mit den drei Kanzlerkandidaten forderten. Bonasera war zunächst nur Sprecherin der Hungerstreikenden, trat aber gemeinsam mit Henning Jeschke in den Streik ein und gemeinsam mit ihm sogar in einen trockenen Streik. Am 23. September besuchte zunächst Grünen-Parteichef Robert Habeck die Streikenden. Nachdem die Gruppe 27 Tage auf Nahrung und sieben Tage auf Flüssigkeit verzichtete, willigte der spätere Bundeskanzler Olaf Scholz schließlich zu einem Gespräch ein, das im November 2021 stattfand und in dem Scholz den Streikenden eine „größenwahnsinnige Selbsteinschätzung“ vorwarf. Bonasera erinnerte sich später an das Gespräch: „Vor laufender Kamera hat Olaf Scholz gezeigt, dass er die Dringlichkeit einfach nicht erkennt und somit als Klimakanzler scheitern wird. Diese Erkenntnis war sehr wichtig für den Erfolg unserer Bewegung.“
Während einige Teilnehmer des Hungerstreiks im Anschluss einen „Aufbruch“ der letzten Generation zu mehr Klimaschutz organisieren wollten, gehört Bonasera zu jenen, die einen „Aufstand“ der letzten Generation planen, bei dem ziviler Ungehorsam als Mittel eingesetzt werden soll. Im Dezember 2021 kündigte Bonasera an: „Wir vom ‚Aufstand‘ wollen Protestmittel aktiver nutzen, sie öfter wiederholen und nach Blockaden nicht einfach nach Hause gehen. Wir wollen entschlossener auf die Straße gehen, mit unseren Namen und Gesichtern für unsere Aktionen einstehen und dafür im Zweifel auch ins Gefängnis gehen.“ Bonasera fordert von der Bundesregierung Scholz ein Gesetz bis Ende 2021, das Supermärkte zum Spenden noch genießbaren Essens verpflichtet, sowie zeitnahe Beschlüsse zur Einleitung einer regenerativen Landwirtschaft bis 2030 im Sinne einer Agrarwende und sie droht, ab Mitte Januar „das Land lahmlegen“ zu wollen, solange ihre Forderungen nicht umgesetzt sind. Sie sagte zu ihrer Motivation: „Irgendwann kommt der Punkt, da müssen alle aktivistisch sein, weil man keine andere Wahl mehr hat. Aber dann ist es womöglich schon zu spät.“ Im Dezember 2021 wurde Bonasera festgenommen, nachdem sie ihre Forderungen auf das Kanzleramt gemalt hatte.
2023 veröffentlichte sie im S. Fischer Verlag das Sachbuch Die Zeit für Mut ist jetzt! mit dem Untertitel Wie uns ziviler Widerstand aus Krisen führt. Das Buch stellt eine Anleitung zum zivilen Ungehorsam dar.
Im November 2023 verließ Bonasera die „Letzte Generation“.
Seit August 2024 hat sie einen Podcast „Tee & Taktik“ zum Thema ziviler Widerstand mit Dalilah Shemia-Goeke.

## Werke
- Die Zeit für Mut ist jetzt! S. Fischer Verlag, Frankfurt am Main 2023, ISBN 978-3-10-397574-1.